# Дарія
Дар'я, Да́рія— жіноче ім'я давньоперського походження. Походить через старослов'янське посередництво від грец. Δαρεία — жіночої форми Δαρείος, «Дарій», що являє собою еллінізовану форму давньоперського імені «Дараявауш» (перс. داریوش‎), утвореного з елементів «дара» («той, хто володіє») + «вауш» («добрий, благий»). 
Найчастіше власниць цього імені у скороченій формі називають Даринкою, зрусифікована версія Дашенька. Є також й інші зменшувально-пестливі варіації імені: Дарка, Даруся, Даринка, Дара, зросійщені варіанти - Дашка, Дашуля, Дашуня, Дар’юшка.
Англійською мовою це ім'я пишеться як Daria.
Припускалося також, що це форма імені Доротея, але зараз цю версію визнають помилковою.
Українські народні форми — Одарина, Одарка, як варіант «Дарія» вживають язичницьке за походженням ім'я Дарина. Також є варіант Дар'я (рос. Дарья), чоловічу форму від нього в деяких джерелах вказують як Дар'ян. Зменшені форми імені — Дарійка, Дара, Даронька, Дарочка, Дарка, Дарця, Даруся, Дарусенька, Дарусечка, Даруня, Даруненька, Дарунечка, Одаря, Одаронька, Одарочка.

## Іменини
- 19 березня[1].

## Відомі носії імені

### Дарія
- Дарія Римська (ІІІ ст.) — християнська свята, мучениця.
- Дарія Білодід — українська дзюдоїстка.
- Дарія Віконська — українська письменниця, літературна критикиня, перекладачка, літературо- і мистецтвознавиця.
- Дарія Гнатківська — українська політична та громадська діячка.
- Дарія Гусяк — діячка ОУН, зв'язкова генерала УПА Романа Шухевича. Кавалер Ордену княгині Ольги III-ступеня.
- Дарія Глібовицька — українська піаністка, співачка, фольклористка.
- Дарія Ємець — українська художниця, хореографка і танцюристка.
- Дарія Ковальчук — українська дослідниця кобзарства.
- Дарія Кінцер — хорватська співачка.
- Дарія Лоренци — хорватська акторка.
- Дарія Маркусь — українська науковиця-енциклопедистка діаспори США.
- Дарія Могилянка — українська поетеса.
- Дарія Ніколоді — італійська акторка.
- Дарія Ребет — українська політична та громадська діячка, публіцистка, за фахом правниця. Голова Проводу ОУНЗ (1979—1991).
- Дарія Старосольська — українська громадська діячка, музикантка, редакторка.
- Дарія Сіяк — українська педагогиня, бібліотекарка, бібліографка, громадська діячка.
- Дарія Ярославська-Столярчук — українська письменниця та журналістка.
- Дарія Цвєк — українська кулінарка. Авторка низки популярних книг з рецептами.
- Дарія Чепак — українська журналістка, прессекретарка президента України Віктора Януковича у 2011—2014 роках.
- Дарія Астаф'єва — українська модель, акторка та співачка.
- Дарія Вербова — канадська топмодель, художниця та фотографка українського походження.
- Дарія Зав'ялова — українська театральна художниця.
- Дарія Недашковська — українська фехтувальниця.

Дар'я
- Дар'я Дмитрієва — російська гімнастка, олімпійська медалістка.
- Дар'я Дмитрієва — російська гандболістка.
- Дар'я Трегубова  українська акторка та телеведуча.
- Дар'я Ткаченко — російська (до 2016 — українська) спортсменка, гравчиня у міжнародні шашки.
- Дар'я Усанова — казахська біатлоністка, учасниця Чемпіонатів світу та етапів Кубка світу з біатлону.
- Дар'я Пищальникова — російська легкоатлетка, олімпійська медалістка.
- Дар'я Жукова — російська філантропка, підприємиця, модель та дизайнерка.
- Дар'я Петрожицька — українська акторка.

Дарка
- Дарка Оліфер — прессекретарка Леоніда Кучми.